# SGCP
Протокол SGCP (англ. Simple Gateway Control Protocol — простий протокол управління шлюзом) використовується для управління телефонними шлюзами за допомогою зовнішніх елементів управління викликами. Телефонний шлюз є елементом мережі, що забезпечує перетворення звукових сигналів, які переносяться по телефонних каналах, в пакети даних, що передаються через Internet, і зворотне перетворення.
SGCP використовує архітектуру управління, в якій інтелектуальні елементи керування викликами розташовуються за межами шлюзу і обслуговуються зовнішніми елементами управління викликами. SGCP припускає, що всі елементи управління викликами або агенти викликів (Call Agent) синхронізовані між собою для передачі узгоджених (coherent) команд шлюзам, які знаходяться під їх управлінням.
Протокол SGCP реалізує простий інтерфейс управління шлюзом між середовищами як набір транзакцій. Транзакції складаються з команд і обов'язкових (mandatory) відгуків. Існує п'ять типів команд:
- CreateConnection (організувати з'єднання)
- ModifyConnection (змінити з'єднання)
- DeleteConnection (видалити з'єднання)
- NotificationRequest (запит повідомлення)
- Notify (повідомлення)

Перші чотири команди передаються шлюзу агентом викликів. Команда Notify передається шлюзом агенту. Шлюз може також передавати команди видалення сполук (DeleteConnection).

Всі команди містять заголовок, за яким може слідувати опис сесії. Всі відгуки містять заголовок, за яким також може слідувати опис сесії. Заголовки та опис сесій представляються наборами текстових рядків, розділеними символами повернення каретки і переведення рядка або одним символом переведення рядка. Між заголовком і описом сесії поміщається порожній рядок.